# Шта ми радиш
Шта ми радиш је пети албум Здравка Чолића. Издат је 1983. године. Издавачка кућа је Југотон а продуцент је Корнелије Ковач.

## О албуму
Плоча је снимана у Лондону. Сарадници су били Корнелије Ковач, затим композитор Ханс Цимер, Линда Јардин, Том Блејдс и многи други.
Праћен је спотовима за насловну нумеру, Станица Подлугови, Африка, Побјегнимо који дан на море итд.

## Песме
1. Шери Шери
2. Африка
3. Станица Подлугови
4. Црне чарапе
5. Коначно сам
6. Шта ми радиш
7. Дај ми то
8. Твоје очи
9. Побјегнимо који дан на море
10. Бродоломци
11. Довиђења